# Roland Kuit
Roland Emile Kuit (Boskoop, 18 februari 1959) is een Nederlandse componist, sonoloog, geluidsontwerper en -kunstenaar, gespecialiseerd in elektro-akoestische muziek. In zijn werk pioniert hij op de raakvlakken van wetenschap, muziek en kunst.
Zijn muziek was in 2016 voor ruimtelijk onderzoek door de NASA geselecteerd. Het werd dat jaar met een ruimtemissie van de sonde Osiris-rex richting de planetoïde Bennu, alwaar zijn muziek, opgeslagen op een chip, twee jaar later zou worden achtergelaten.

## Levensloop

### Jeugd en opleiding
Kuit komt voort uit het tweede huwelijk van een man die in de Tweede Wereldoorlog gevochten had. Het oorlogstrauma van zijn vader zou zijn weerslag hebben gehad op het gezin. Kuit zou rust en veiligheid vinden in de kunst. Hij komt uit een muzikaal gezin. Zelf maakte hij geluidsexperimenten met een bandrecorder. Vanaf 11-jarige leeftijd volgde hij fluit- en pianolessen aan het Koninklijk Conservatorium. Door groepen als Tangerine Dream en Kraftwerk werd zijn interesse in elektronische muziek gewekt. Na kennismaking met muziek van onder andere Karlheinz Stockhausen en Luigi Nono, volgde Kuit elektro-akoestische muziek aan het Instituut voor Sonologie, toen in Utrecht. Hierna kreeg hij privélessen van Dick Raaijmakers. Op het IRCAM in Parijs kreeg hij les van Philippe Manoury en Kaija Saariaho in spectrale muziek, muziek waarbij het om het samenstellen van timbres gaat.
Naast zijn studies bezette hij de toetsen in The Frozen Penguin Band.

### Carrière

#### Geluidsonderzoek
Kuit legt zich voornamelijk toe op geluidsonderzoek in synthese, waarbij modulaire klanksynthese zijn voorkeur heeft. Hierin worden modules doorverbonden waardoor diverse vormen van klanksynthese mogelijk zijn. Thans onderzoekt hij microsound-technologieën, welke gericht zijn op het gebruik van geluid op atomair niveau.

#### Klankontwerper
Kuit wordt veel gevraagd als klankontwerper voor synthesizermerken het Japanse Korg en het Zweedse Clavia.

#### Componist en geluidskunstenaar
Als componist en geluidskunstenaar geeft Kuit concerten en exposeert hij met klankobjecten c.q. klankomgevingen.  Hij werkt ook samen met artiesten uit verschillende disciplines, zoals Tomas Rajlich, Marcel Prins, en Karin Schomaker.
Zijn Sonic-installatie R U I S (noise)  is genomineerd voor de prestigieuze Matthijs Vermeulenprijs voor Compositie 2025, de belangrijkste compositieprijs van Nederland.

## Oeuvre

### Projecten
- 1995: Matrix I-IV voor harp en tape[5]
- 2013: De Stijl I[6]
- 2016: 101955 Bennu Kuits muziek was door de NASA geselecteerd voor ruimtelijk onderzoek. Het werd met een ruimtemissie van de sonde Osiris-rex richting de asteroïde Bennu gestuurd, alwaar zijn muziek, opgeslagen op een chip, twee jaar later zou worden achtergelaten.[7][8][9][10][11][12][13] Uiteindelijk landde de sonde in oktober 2020 op de asteroïde met de tonen van de Nederlandse muziek.[14]
- 2017: On the edge of Colour and Tone. In het kader van 100 jaar De Stijl Mondriaan tot Dutch Design, een evenement ter viering van het 100-jarige bestaan van De Stijl, gaf Kuit in de Kröller-Müller Museum een expositie in het Rietveld-paviljoen in de beeldentuin. Deze expositie was het resultaat van onderzoek dat balanceerde op het raakvlak van architectuur, muziek, geluidskunst en ruimte. Hierbij probeerde Kuit volgens de principes van het neoplasticisme geluid uit te vinden. In deze expositie werden ontlichaamde geluiden begeleid door videobeelden van Karin Schomaker.[15][16]
- 2017: Muziek bij de documentaire Rietveld Ruimtekunstenaar (2017) van Bertus Mulder.[17][18]
- 2018: Tactile Utterance, een compositie gebaseerd op het werk van Tomas Rajlich.[19][20]
- 2020: Monumentum, een geluids-gedenkteken, waarin "de 40 grootste pandemieën in de menselijke geschiedenis" ervaren kan worden.[21]
- 2022: Oekraïne Klankruimtes (Ukraine sonic space), première in Museum Eicas.[2][22]
- 2024 NUL = taal, Museum Eicas.[2][22]

### Publicaties
- SoundLab I. The Electronic Studio, Donemus, 2010
- SoundLab II. Architectures for Philosophers, Donemus, 2012
- Laboratory of Patching. Illustrated Compendium of Modular Synthesis, Donemus, 2012
- Modular strategies in shaping reflections and space, Donemus, 2013
- To be ON to be OFF, that's the SWITCH, Donemus, 2014
- Thoughts on FM: behind the algorithms Part I, 2016
- Laboratory of Patching: Illustrated Compendium of Modular Synthesis., 2019 e-boek.[23]